# De Nijmeegse Stadskrant
De Nijmeegse Stadskrant is een onafhankelijke krant die zich richt op nieuws en achtergronden uit Nijmegen en omgeving. De gratis stadskrant werd opgericht in 1982 en wordt gemaakt door vrijwilligers met een journalistieke achtergrond. De krant verschijnt minimaal vier keer per jaar in een oplage van 12.500 exemplaren en wordt verspreid op meer dan tweehonderd locaties.
Veelvoorkomende thema's zijn sociaal-maatschappelijke onderwerpen, duurzaamheid en lokale politiek. Daarnaast zijn er een aantal rubrieken zoals de NijZa (Nijmeegse Zaken), de Kort & Bondig en een cultuurpagina. Daarnaast kent de krant elke editie een special met veel foto-materiaal. 

## Geschiedenis
Uit onvrede over de berichtgeving van de gevestigde media bracht een collectief van vrijwilligers op 20 januari 1982 de eerste Nijmeegse Stadskrant uit. Met name was men ontevreden over de berichtgeving in de 'rechtse' Gelderlander, waar naar de mening van de initiatiefnemers geen ruimte werd geboden voor nieuws en informatie over 'acties en dergelijke'. De eerste jaren had de krant dan ook een sterk actiekarakter. De redactie, toen gevestigd in een (nog) niet ontruimd pand in de Piersonstraat, bestond uit verschillende 'sectorgroepen' die zich met verschillende (maatschappelijke) thema's bezighielden. Dat betekende wel dat er niet altijd ruimte was voor actuele stukken wanneer daardoor de verdeling over de sectorgroepen uit balans raakte. Vanaf 1984 kreeg de krant een meer journalistiek karakter. Aanvankelijk financierde de krant zich met losse verkoop en abonnementen, om "zo min mogelijk afhankelijk [te] zijn van de commercie". In 1982 kostte een abonnement 25 gulden voor 20 nummers; in 1987 had de krant volgens eigen opgave 900 abonnees. Om meer lezers te trekken besloot de redactie in 1989 verder te gaan als gratis advertentieblad.
Waar de meeste 'vrije stadskranten' eind jaren 80 waren verdwenen, bestond de Nijmeegse Stadskrant nog steeds. In 2001 leek het erop dat de krant alsnog zou worden opgeheven, maar er kon een doorstart gemaakt worden.